# Percy-en-Auge Churchyard
Percy-en-Auge Churchyard is een begraafplaats gelegen in de Franse plaats Percy-en-Auge (Pas-de-Calais). De militaire graven worden onderhouden door de Commonwealth War Graves Commission.
De begraafplaats telt 1 geïdentificeerd Gemenebest graf uit de Tweede Wereldoorlog.